# 北河内 (大阪府)
北河内（きたかわち）は、令制国の河内国北部に由来する地域名称。現在の大阪府北東部（淀川左岸）にあたる。
古くから京街道や古堤街道、東高野街道が通り、大阪と京都、大阪と奈良、京都と高野山を結ぶ中継地であった。現在は国道1号・163号・168号・170号・307号がこれらの街道に相当し、大阪市北部・京都府山城地域・奈良県北和地域との交流が深く、現在も関西文化学術研究都市の一翼を担っている地域である。
2020年10月1日時点での大阪府域に占める北河内地域の割合は、面積：9.3%、人口：12.9%。

## 範囲
北河内郡の範囲に基づくが、旧茨田町が大阪市に編入されたため、北河内郡の旧郡域とは異なる。
旧今津村も大阪市の一部（現：大阪市鶴見区）となっているが、東成郡榎本村（摂津国）へ編入された後に大阪市へ編入された。
現在、大阪府は下記の7市を北河内地域とし、大阪府北河内府民センターを設置している。
- 守口市
- 枚方市（中核市） - 府民センター所在地。
- 寝屋川市（中核市）
- 大東市
- 門真市
- 四條畷市
- 交野市

北河内地域と中河内地域を併せて「東部大阪」と区分されることがあり、大阪管区気象台がこの地域区分を使用している。
まれに「河北（かほく）」と表現されることもある。なお、寝屋川市の「河北（かわきた）」地区は、旧讃良郡河内屋北新田が改称したことによるものである。
地域内には「摂南」を冠した施設も散見される。摂津国に由来するが、北河内は位置的には「摂津国南部に隣接する地域」である。ただし、河内国と摂津国の国境は時代によって変動があり、例えば当初は淀川の川中島だったが、後に左岸と地続きになった経緯がある磯島村（現：枚方市磯島など）は、1874年に河内国交野郡へ移管されるまで摂津国島上郡に所属していた。他にも、河川の付け替えなどに伴い摂津国から河内国へ移管された地域がある。